# Michael Chidi Alozi
Michael Chidi Alozi (Lagos, Nigéria, 16 de setembro de 1986) é um futebolista Nigériano que defende a equipe do FC Metalurh Zaporizhya na Premier League da Ucrânia.